# Gian Gheramo Dalle Catene

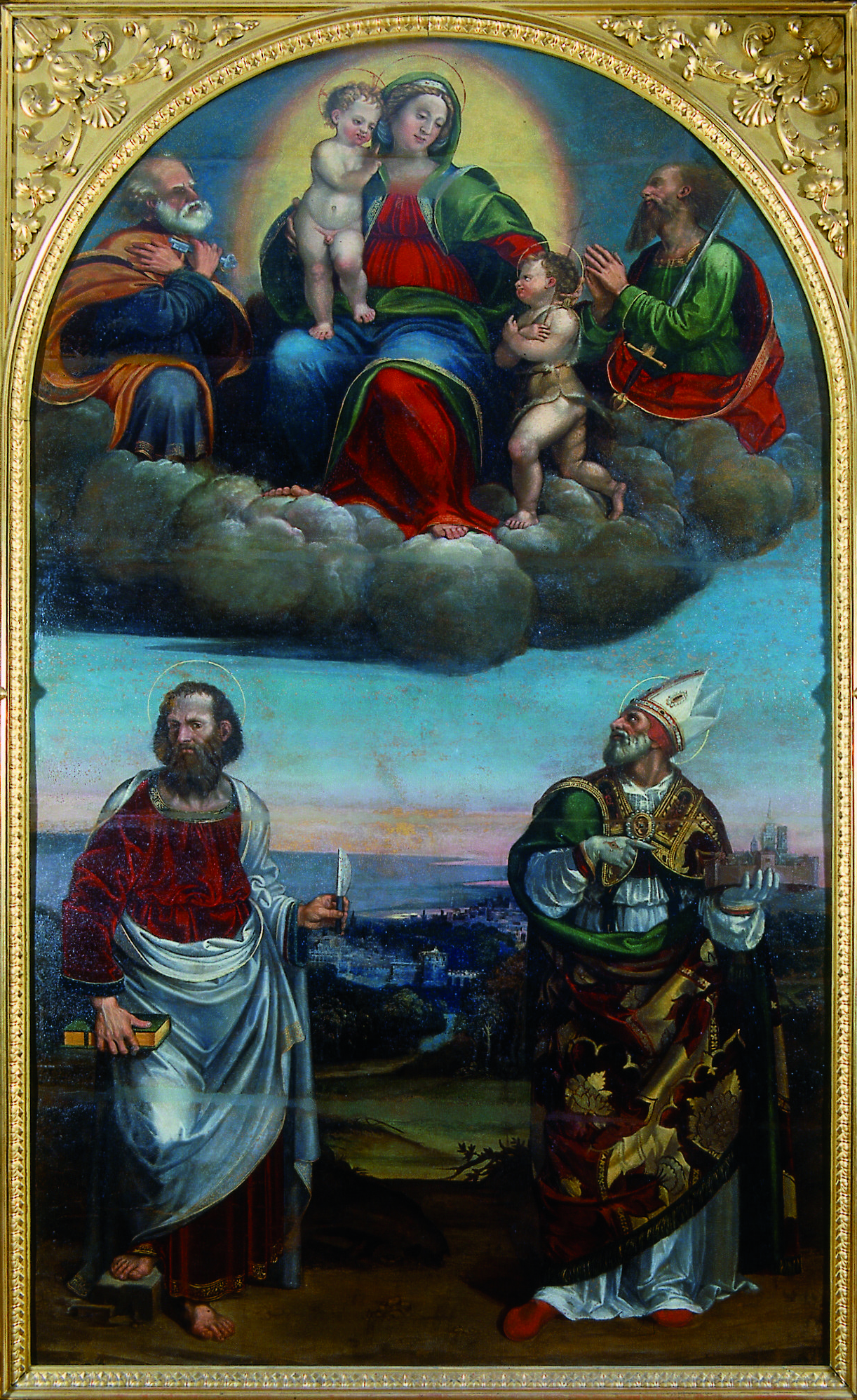
La Madonna col Bambino, i santi Giovannino, Pietro e Paolo tra le nuvole e, in basso, Bartolomeo e Geminiano, Museo civico di Modena

Gian Gheramo Dalle Catene noto anche come Giovanni Gherardo Dalle Catene o Zangirardo Cathena (Parma, ... – ...; fl. XVI secolo) è stato un pittore italiano del Rinascimento, attivo a Modena dal 1520 al 1533, che dipinse nello stile di Giovanni Bellini.

## Biografia
Si recò a Roma e in diverse città della Toscana. Le fonti sono poche e documentano soltanto che intentò due cause legali. Una nei confronti di un mercante ebreo della città e l'altra contro il monastero benedettino di San Pietro di Modena, richiedendo il pagamento di una pala d'altare con tre tavole, Madonna e Santi Luca e Giovanni Evangelista, che doveva essere pagata 200 lire. Si diceva che questa pala si trovasse nella sesta cappella a destra della chiesa abbaziale.